# Zikkurat

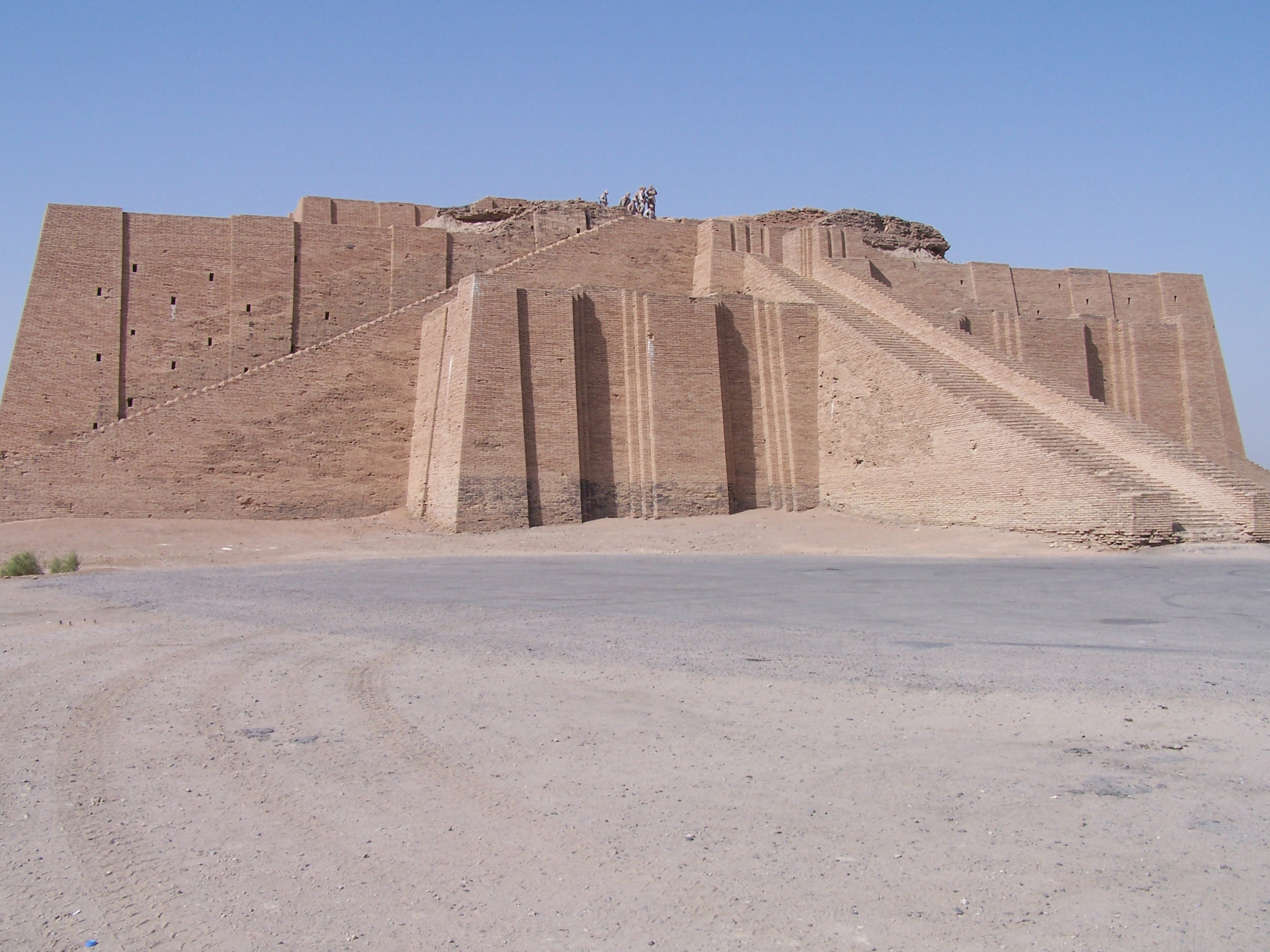
Zikkurat von Ur nach der Rekonstruktion

Eine Zikkurat oder Ziqqur(r)at (auch Schiggorat, Zikkurrat und Ziggurat; babylonisch für „hoch aufragend/aufgetürmt, Himmelshügel, Götterberg“) ist ein gestufter Tempelturm in Mesopotamien.

## Herkunft
Die Zikkurats (oder Zikkuraten) sind wahrscheinlich aus einer Terrasse mit einem Tempel an der Spitze entstanden. Mehrheitlich wird eine Entwicklung im südlichen Mesopotamien seit dem 5. Jahrtausend v. Chr. angenommen. Frühere Formen von Tempelterrassen bestanden jedoch neben den Zikkurats weiter. Zikkurats aus der zweiten Hälfte des 3. Jahrtausends sind auch in Elam im südwestlichen Iran nachgewiesen. Ausgrabungen in der südöstlichen Gegend Irans in der Provinz Kerman brachten in einer dort entdeckten Siedlung zwei Hügel/Terrassen (Konar Sandal A und B) ans Tageslicht, wobei es sich bei Sandal B um eine Zikkurat-Anlage aus der ersten Hälfte des dritten Jahrtausends handeln dürfte.

## Verbreitung

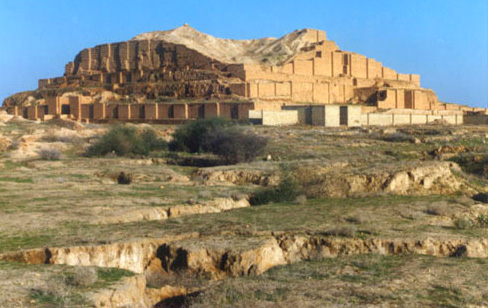
Die mittelelamische Zikkurat von Tschoga Zanbil

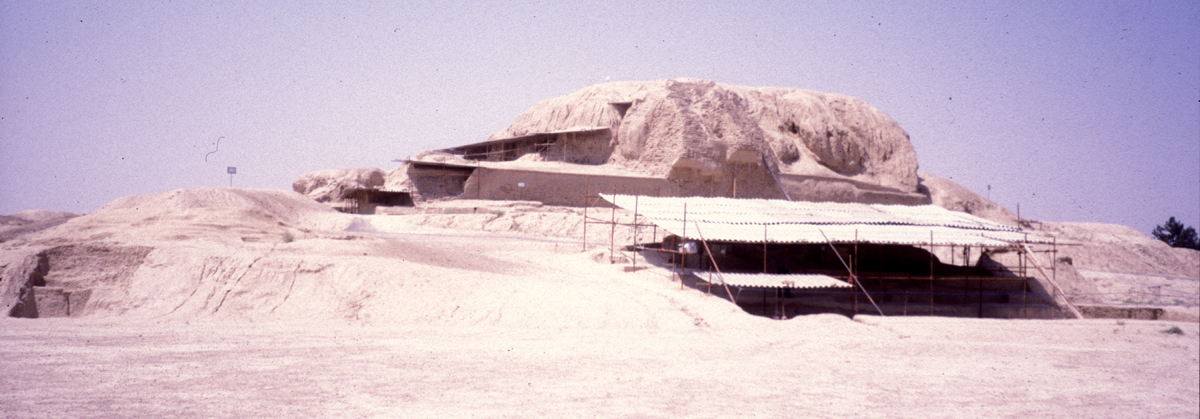
Zikkurat Tappe Sialk

Ungefähr 25 Ruinenstätten von Zikkurat-Bauwerken lassen sich in Mesopotamien, vor allem in Babylonien, nachweisen. Die berühmteste Zikkurat, die des Mondgottes Nanna, befindet sich in Ur auf dem Gebiet des heutigen Irak. Die Architektur einer Zikkurat ist am besten an der Zikkurat der kassitischen Residenzstadt Dur Kurigalzu nachvollziehbar, wo sich ein Zikkuratkern besonders gut erhalten hat. Auch im benachbarten Elam wurden Zikkurats erbaut, die sich dadurch von den sumerisch-babylonischen unterschieden, dass sie durch Innentreppen erschlossen wurden. Auch bautechnisch gibt es einige Besonderheiten. Der älteste Bau steht in Tappe Sialk und wird auf 2900 v. Chr. datiert, der besterhaltene in Tschoga Zanbil (elamisch Dur Untash) hat heute eine Resthöhe von 25 m (einstmals um 50 m) und eine Seitenlänge von 105 m.

## Merkmale

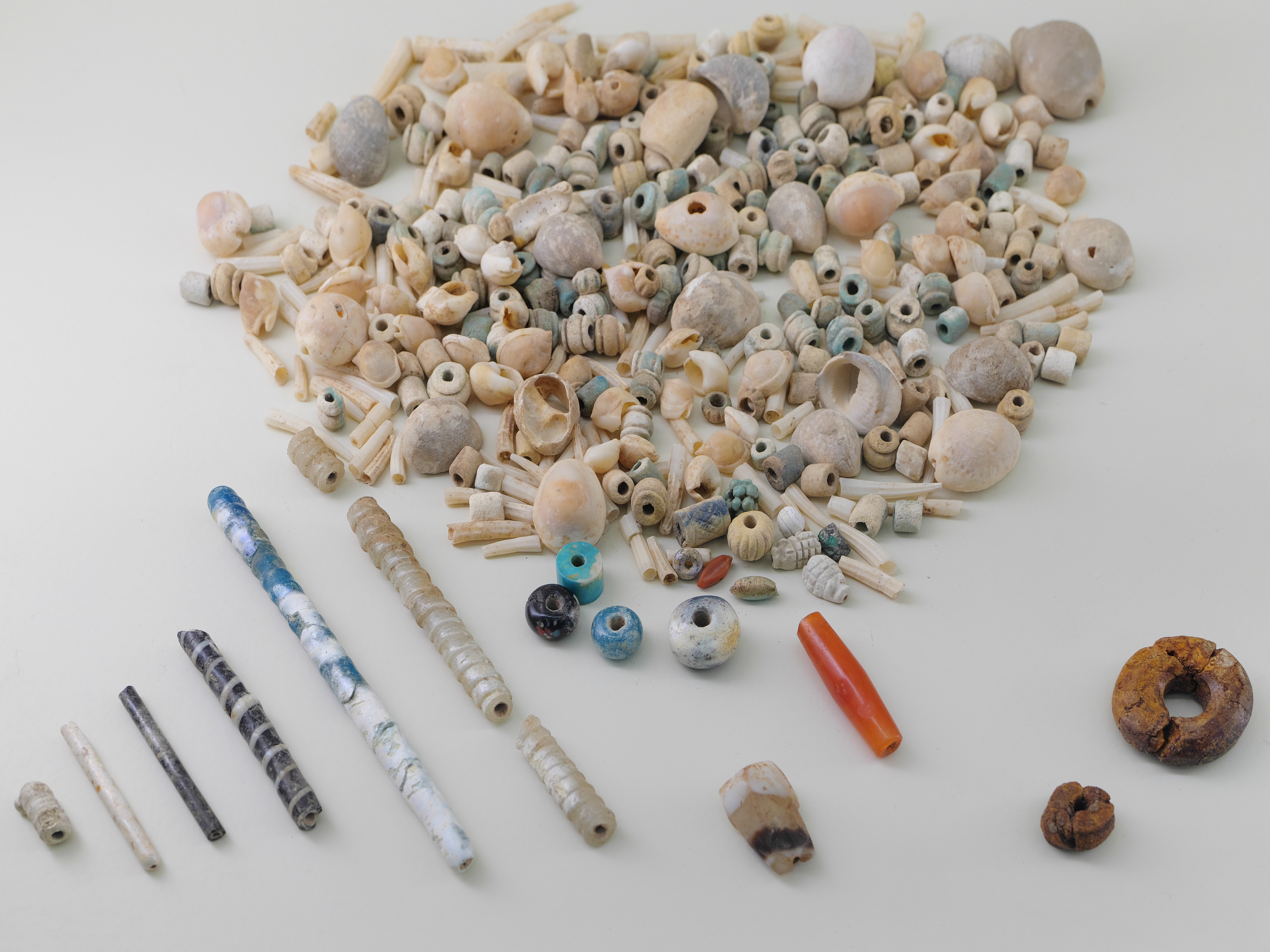
Unter der Südecke der babylonischen Zikkurat aus Aššur aus der Mitte des 2. Jahrtausends vor Christus gefundene Gründungsbeigaben: Schneckengehäuse, Perlen aus Quarzkeramik und Glasstäbe aus aller Welt (Vorderasiatisches Museum Berlin)

Die Gemeinsamkeiten, die alle Zikkurats (in Babylonien, Assyrien und Elam) zeigen, sind die Stufenform (von zwei bis zu sieben solcher Stufen, sich nach oben jeweils verkleinernd) sowie ihre beiden Hauptbaukörper, bestehend aus einem Mantel (Backsteine) und einem Kern (ungebrannte luftgetrocknete Lehmziegel mit Strohmattenlagen).
Ob jeweils ein Tieftempel sowie ein Hochtempel existierten, lässt sich heute nur noch schwer nachweisen. Zumindest in Babylon und Borsippa erscheint die Existenz einer solchen Zweiteiligkeit des Heiligtums seit der spätbabylonischen Zeit nachgewiesen.
- Babylon: Etemenanki (Hochtempel) – Esagila (Tieftempel)

1. É-TEMEN-AN-KI – „Haus der Fundamente von Himmel und Erde“
2. É-SA-GIL – „Haus des erhobenen Hauptes (Marduk)“

- Borsippa: Euriminanki (Hochtempel) – Ezida (Tieftempel)

1. É-ÙR-IMIN-AN-KI – „Haus der sieben Dächer des Himmels und der Erde“
2. É-ZIDA – „Haus der Wahrheit“

Zumindest bei diesen beiden Bauten scheint es sich im Fall des Hochtempels nicht um einen eigenen Tempel auf der Spitze des Turmes zu handeln, sondern um einen „aufgeklappten“ Tieftempel, der vertikal alle Einzelheiten, die auch zur ebenen Erde existierten, widerspiegelt. Somit befindet sich an der Spitze des Turmes lediglich das Allerheiligste (Cella).
An den hauptsächlich rechteckigen südbabylonischen Zikkurats wurde meist eine zentrale Mitteltreppe in Rampenform nachgewiesen. Zusätzliche und beidseitig seitliche Treppenaufgänge, an die Mitteltreppenkonstruktion angelehnt, bestanden ebenfalls. Die zeitliche Einordnung gerade dieser Hauptmerkmale erweist sich zum Teil als unmöglich, da sie zu allen Zeiten neu überbaut wurden.

## Einige Zikkurats

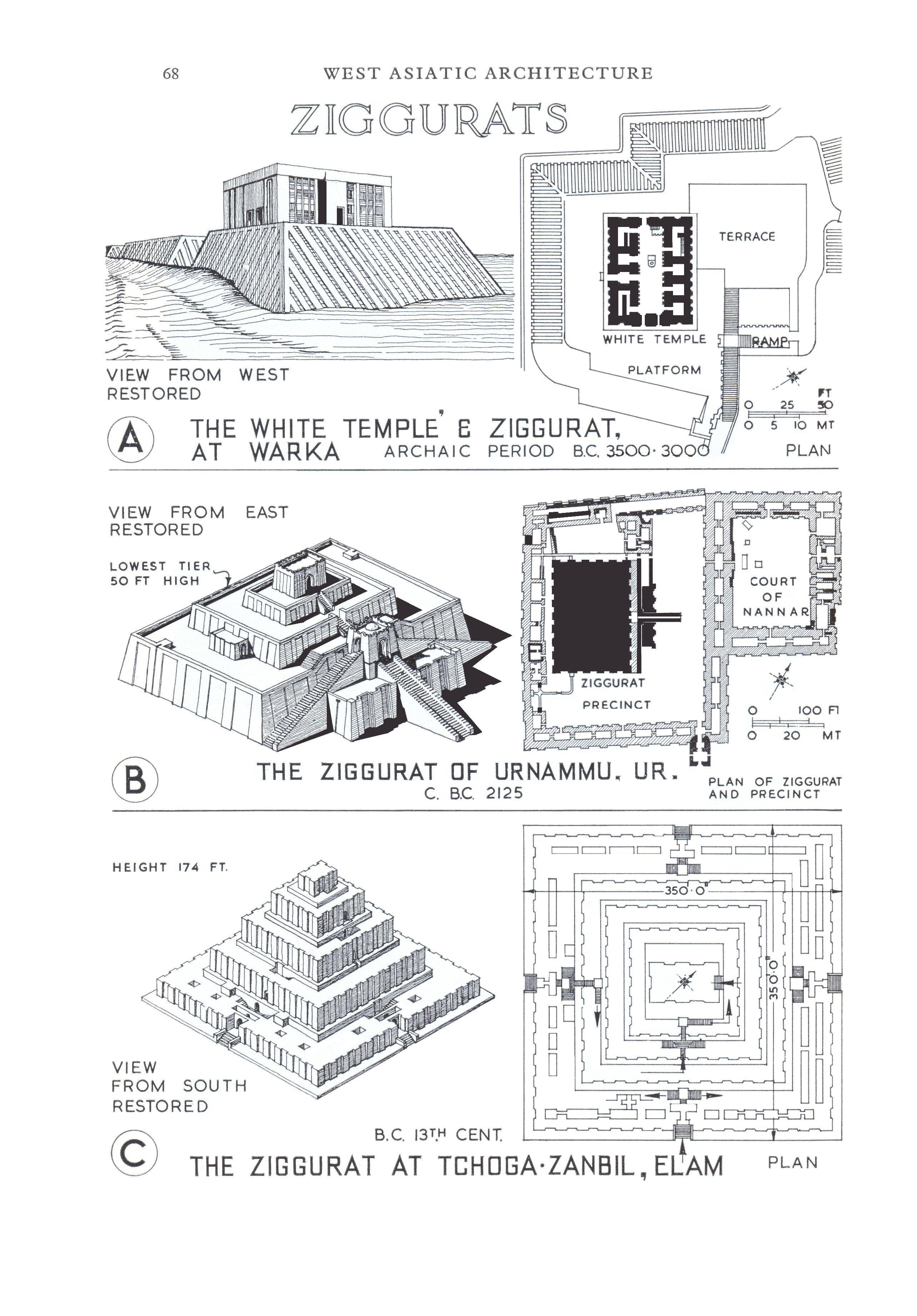
Aufbau und Architektur einiger Zikkurats

- Uruk: Zikkurat des Gottes An („Weißer Tempel“) – ca. 3500 v. Chr.[6]
- Ur: Zikkurat des Mondgottes Nanna – errichtet zwischen 2112 u. 2095 v. Chr.
- Borsippa (etwa 2050–1950 v. Chr.): Birs Nimrud
- Nippur, Tempel des Enlil mit Zikkurat von kurz vor 2000 v. Chr., nachgewiesen bis ins 1. Jahrtausend vor Chr.
- Tschoga Zanbil (1275–1240 v. Chr.): Dur-Untash
- Assur: Anu-Adad-Tempel, eine Doppelzikkurat, 1132–1115 v. Chr.
- Harran: Ehulhul, Zikkurat des Mondgottes Sin, ab 858 v. Chr., Erhaltung bis 648 v. Chr.
- Dur Šarrukin (712 bis nach 706), Residenzstadt Sargons II., darin einzige Zikkurat mit nachgewiesener Spiralrampe
- Babylon: Etemenanki – 6. Jh. vor Chr.

## Nachwirkung
Nach verbreiteter Ansicht ist das schraubenförmige Minarett der Moschee von Samarra nach dem Vorbild der Zikkurat erbaut worden. Als Beispiel einer Zikkurat mit einer äußeren Wendelrampe ist der Turmbau von Dur Šarrukin (heute Khorsabad) anzuführen. Wie im Fall der siebenstöckigen quadratischen Zikkurat von Khorsabad für die altorientalische Zeit nachgewiesen, gelangt man zur Spitze des Minaretts ebenfalls über eine spiralförmige Außenrampe.

## Sonstiges
Die biblische Überlieferung des Turmbaus zu Babel geht nach heutiger Erkenntnis auf einen solchen Bau zurück. Die frühsumerische Dichtung Enmerkar und der Herr von Aratta erwähnt ebenfalls eine Sprachverwirrung in Zusammenhang mit großen Bauvorhaben.
Dubai plant seit 2008 unter der Bezeichnung Zikkurat die Entwicklung einer neuen Art von riesiger Wohnpyramide. Federführend ist die in Dubai angesiedelte Firma für Umweltdesign Timelink.